# 曹广亮
曹广亮（1944年—），山东省章丘市人，中华人民共和国政治人物。
1964年，供职于山东省财政厅税务局。1985年，升任山东省财政厅会计处处长。1990年，改任黑龙江省牡丹江市委副书记。1992年，升任黑龙江省财政厅副厅长、厅长。1997年，任哈尔滨市市长。2000年，升任黑龙江省委统战部部长、黑龙江省政协副主席。